# Bryopesanser serratus
Bryopesanser serratus är en mossdjursart som beskrevs av Dick, Tilbrook och Shunsuke F. Mawatari 2006. Bryopesanser serratus ingår i släktet Bryopesanser och familjen Escharinidae. Inga underarter finns listade i Catalogue of Life.